# Rozhodné pojednání o vztahu náboženství a filozofie
Rozhodné pojednání o vztahu náboženství a filosofie (arabsky فصل المقال في ما بين الحكمة و الشريعة من إتصال‎, Fasl al-maqal fi ma bajn al-hikma wa al-šaría min ittisál) je spis, jehož autorem je Ibn Rušd (Averroes). Toto dílo vzniklo přibližně roku 1179. Hlavním tématem je právní obhájení studia filosofie z pohledu islámského náboženského Zákona.
„Cílem této rozpravy je z hlediska islámského práva důkladně prozkoumat, zda náboženský Zákon povoluje, zapovídá, či přikazuje – ať už jako doporučení, nebo povinnost – studium filosofie a logiky.“

## 1. část
Na začátku Ibn Rušd říká, že filosofie studuje vše jsoucí, tedy to, co je produktem Boha. S filosofií tedy poznáváme Boha. Studium filosofie musí být tedy buď povinné, nebo doporučené. Následně Ibn Rušd cituje některé verše z Koránu, které mají jeho tvrzení potvrdit, např. „Vy, kdož jste nadání prozíravostí, rozvažujte!“  Korán tedy přímo ukládá povinnost studovat všechno jsoucí za pomocí filosofie, resp. rozumového odvozování. 
Vzápětí Ibn Rušd rozlišuje druhy odvozování:  
1. vědecké
2. dialektické
3. rétorické
4. chybné

Jelikož ze Zákona vyplývá nutnost studovat vše jsoucí pomocí rozumového odvozování a Ibn Rušd je první, kdo toto odhalil, je sám povinen začít tento problém studovat. A protože existuje tradice (tj. tradice řecké filosofie), která se této problematice věnovala, je potřeba na ni navázat a důkladně, kriticky ji zhodnotit. Není totiž v silách jednotlivce, aby obsáhl veškeré vědění v dané oblasti bádání. Ibn Rušd zde rovněž vyzývá k určitému progresu při studiu filosofie a logiky.
Zákaz studia filosofie by neměl nastat proto, že někteří jedinci nepostupovali správně (tzn. že ve strukturách jejich argumentů jsou chyby). Podobně je to s právníky. Právní věda se přece nezakazuje proto, že někteří právníci dělali při výkladu pramenů práva chyby. To vyjadřuje Ibn Rušd následujícími slovy:
„Ba dokonce můžeme říci, že ten, kdo ve studiu filosofických spisů brání lidem tomu způsobilým na základě domněnky, že někteří z nejzkaženějších lidí vlivem svého studia těchto knih sešli ze správné cesty, je jako ten, kdo brání žíznivému napít se čerstvé chladné vody tak dlouho, až žízní zemře, jen proto, že někteří lidé se při jejím pití zalkli.“
Každý muslim věří v to, že islámský Boží Zákon je pravdivý a vede ke štěstí. Přijetí tohoto Zákona se děje na základě uvěření. Každý člověk však uvěří na základě jiných argumentů, vzhledem k různosti lidské přirozenosti. Některý jedinec uvěří na základě rétorických, u jiného bude víra podnícena dialektickými argumenty a další člověk uvěří až s pomocí rozumových (vědeckých) argumentů.

## 2. část
Všechny tři způsoby argumentace jsou relevantní a vedou ke stejné pravdě. Liší se pouze úrovní či náročností. 
V dalším kroku Ibn Rušd zdůrazňuje nutnost alegorického výkladu. Ten je nutný proto, že si některé části Koránu protiřečí anebo nemohou být vykládány doslovně. Zde je nutný alegorický výklad, pro jehož užívání však mají předpoklady pouze filosofové, jakožto ti, kteří ovládají rozumové odvozování. 
Důvod, proč jsou v Písmu nejasnosti, souvisí s různou lidskou přirozeností. Ti, kteří jsou schopni ovládat rozumové odvozování, jsou také schopni nalézt části Koránu, které si protiřečí. A tyto části mohou vykládat alegoricky. 
Tyto sporné verše by se však neměly vykládat alegoricky těm, kteří by takový výklad nepochopili, protože k tomu nemají dostatečné rozumové dispozice. Proto se nad výkladem Koránu nemůže ustanovit obecný konsensus. Teologové, jež jsou schopni pouze dialektického odvozování, se nemají pouštět do alegorického výkladu. Ibn Rušd dokonce tvrdí, že ten, kdo se zabývá studiem jsoucna (tj. filosofií) a nemá k tomu předpoklady je buď hříšník, nebo kacíř.
Existenci Boha, prorockých poslání, štěstí a utrpení na onom světě je tedy schopen uvěřit každý jedinec. Způsob uvěření se liší podle rozumové vybavenosti. Kdo toto popírá, je kacíř. Rétorické argumenty jsou určeny obyčejnému lidu, nabývají formu kázání. Dialektické argumenty jsou vhodné pro teology. Poslední, vědecké argumenty jsou určeny pouze pro vědce, filosofy. Knihy s alegorickým výkladem Koránu by měly být psány a šířeny pouze mezi rozumově nadanými skupinami lidu. Není správné poskytovat alegorický výklad všem lidem, tak to činí např. Al-Ghazálí. Pouze základní dogmata (viz začátek odstavce) však nesmějí být alegoricky vykládána, jinak se jedná opět o kacířství.

## 3. část
Ibn Rušd se zde znovu opakuje. Uvádí opět tři způsoby uvěření (vědecký, dialektický a rétorický). V Písmu tak musí existovat všechny typy argumentů, aby mohl uvěřit každý, bez ohledu na své rozumové dispozice. Nejběžnější metoda uvěření je skrze rétorické argumenty, méně lidí uvěří pomocí dialektických a nejméně pomocí vědeckých argumentů. 
Dále se Ibn Rušd vrací k dělení druhů odvozování, které shrnuje a doplňuje o bližší charakteristiku:
1) vědecké – založené na jistých premisách; lidé, kteří ho ovládají (filosofové), mohou užívat alegorický výklad, jiní však ne. Z pohledu Ibn Rušda se jedná o jakousi esoterickou skupinu
2) dialektické – založené na premisách, které jsou obecně přijímány; lidé, kteří ho ovládají, jsou teologové, jim je alegorický výklad zapovězen
3) rétorické – založené na premisách, které jsou přesvědčivé pro obyčejné lidi; reprezentuje způsob uvěření pro většinu, tj. formou především kázání, doslovného výkladu Koránu. Alegorického výkladu tito lidé nejsou vůbec schopni a nesmí jim být předkládán
4) chybné – vychází pouze ze zdánlivě platných premis. Od začátku, ve kterém vyjmenoval 4 typy, z toho 3 relevantní, chybné odvozování vůbec neřeší.
V dalším Ibn Rušd v podstatě opakuje to, co již řekl v předchozích částech.

## Závěr
V závěru Ibn Rušd vyjadřuje touhu rozvíjet tuto problematiku v dalším díle. Vztah filosofie a náboženství nakonec vyjadřuje následovně: 
„Jedná se přece o přirozené partnery a bytostné a instinktivní milence.“